# 定音鼓

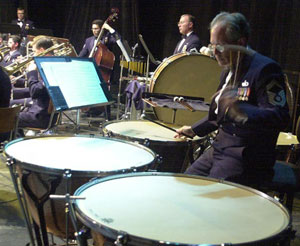
美國空軍歐洲司令部（USAFE）樂隊的定音鼓手

定音鼓（義大利語：Timpani）是一種膜鳴樂器，由古代戰爭時的戰鼓所演变出來的變種樂器。在巴洛克時代後期開始在樂隊中使用，古典時期起已成為了常規化的樂器，亦成為了整个交響樂團中的一個重要樂器。
現時定音鼓較常採用的外語名稱為意大利語的timpani，是源自於義大利語，為timpano的複數形。這個字的起源來自希臘字τύμπανον（tumpanon，複數為tumpana），經過拉丁字母化後，變成tympanum（複數：tympani），意思為「敲打」。不過自定音鼓出現於樂隊起，絕少情況下只使用一隻，因此通常都會使用複數形。另外，18世紀、19世紀的英、美地區亦會寫作timpany、tympani或tympany等。現代英、美作曲家則較常用Kettledrum一字。

## 種類
- 手調定音鼓：這是老式定音鼓，靠逐一擰緊鼓口周圍的螺栓（6到8個）調節鼓皮松緊。改革的定音花盆鼓和排鼓即屬這種結構。
- 機械定音鼓：出現於19世紀，在手調定音鼓的基礎上，加一套與各個調節螺栓相連接的張力拉杆，隻需搖動一個手柄，即可使所有螺栓同時松緊。這種定音鼓一般都裝有調音標尺，搖動手柄時看標尺就可知道定在什麼音上。
- 行進定音鼓：和機械定音鼓相似，鼓筒一般用鋁或玻璃纖維等輕型材料制作，用背帶將鼓拴在胸前擊奏，常用於歐美的行進樂隊。
- 萬能定音鼓：爲一種輕便的腳踏定音鼓，形制與機械定音鼓類似，由踏板控制張力拉杆調音。還有一種可藉鏇轉鼓體操縱拉杆調音的定音鼓。
- 踏板定音鼓：又稱半音定音鼓，現代管弦樂團一般都用這種鼓。操縱鼓皮松緊不是從上面轉動螺栓，而是由一個粗重的底座和若幹拉杆與控制鼓皮松緊的箍圈連接，以踏板操縱變音。拉杆一般在鼓筒外，也有在鼓筒内。這種鼓在演奏過程中可隨時由一個音改變到另外特定音高的音，調音迅速准確，適合樂團在固定場所使用。

## 構造

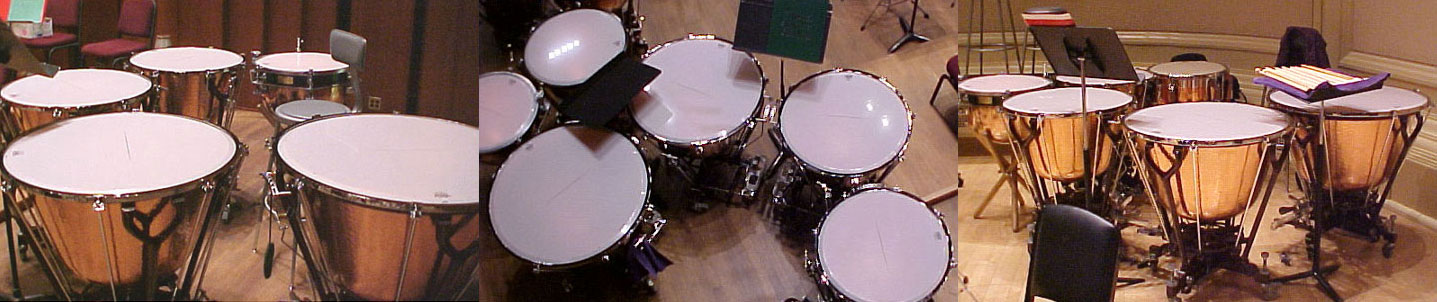
不同大小的定音鼓組合的排列方式，中間為1套4個，較常在現代樂隊中使用；左邊則加入一個細小的高音定音鼓，適合演奏現代作品，右邊為一組六個的組合，較常用於獨奏或協奏曲中應用。

定音鼓在7世紀已經有文獻紀錄，西班牙神學家聖依西多祿在他的百科全書著作《詞源》（Etymologiae）中提及過定音鼓。現代的定音鼓皆為單面鼓，鼓體為開口半球體形狀，球體以銅鑄造，末端留有小孔。鼓面則以獸皮、塑膠薄膜等為主，並鑲於金屬框架內。鼓體半空置於支架上，在架的底部裝有腳踏機械裝置，可以透過提昇或下降，帶動鼓體的內部裝置去調節鼓膜的鬆緊度來調節音高。

## 尺寸及音域
一般來說，定音鼓有五種不同的尺寸：20吋、23吋、26吋、29吋和32吋，鼓的大小和鼓面的鬆緊決定音的高低。
音域E-C / 平面直徑20"
音域C-Ab / 平面直徑23"
音域A-F / 平面直徑26"
音域F-Db / 平面直徑29"
音域D-Bb / 平面直徑32"

## 代表作品
奈·羅薩羅：第一號定音鼓協奏曲
威廉·克拉夫特：定音鼓協奏曲
威廉·克拉夫特：影像
米謝爾·彼特斯：諧謔曲
米謝爾·彼特斯：部落小夜曲
米謝爾·彼特斯：風暴(沉默是金)
米謝爾·彼特斯：原始情緒
約翰·貝克：定音鼓協奏曲
約翰·貝克：交叉進行曲
約翰·貝克：碎片
約翰·貝克：陪審團
約翰·貝克：插曲三首
約翰·貝克：蛇河

## 著名演奏家
約翰·貝克(美國)
米謝爾·彼特斯(美國)
辜柏麟(英國)
龐樂思(美國)
凱文·哈斯威(英國)
大衛•賈維斯(美國)
伊恩·胡禮(英國)
弗拉達(維也納)
彼得·埃文斯(英國)
村本曉洋(日本)
張立德(中華民國)
龍向榮(香港)
蔡立德(香港)
龍一脈(香港)

## 著名品牌
Majestic
Yamaha
Adams
Ludwig